# 2006 у музиці
Ця стаття присвячена музичним подіям 2006 року.

## Річниці
- 255 років Дмитру Бортнянському,
- 230 років Степану Дегтяревському,
- 205 років Тимку Падурі,
- 190 років Антону Коціпінському, Денису Бонковському,
- 180 років Петру Любовичу,
- 170 років Сидору Воробкевичу, Порфирію Бажанському,
- 165 років Анатолю Вахнянину, Аполону Гуссаковському,
- 160 років Віктору Чечотту,
- 155 років Михайлу Калачевському,
- 150 років Данилу Крижанівському,
- 145 років Сигізмунду Зарембі, Івану Рачинському,
- 140 років Григорію Давидовському, Григорію Алчевському,  Ользі-Олександрі Бажанській-Озаркевич,
- 135 років Філарету Колессі, Ярославу Лопатинському,
- 130 років Федору Якименку,
- 125 років Миколі Рославцю,
- 120 років Михайлу Тележинському,
- 115 років Всеволоду Задерацькому, Миколі Недзвецькому,
- 110 років Віктору Косенку, Михайлу Вериківському, Іллі Віленському, Михайлу Алексєєву, Ярославу Барничу,
- 105 років Роману Сімовичу, Валентину Борисову, Євгену Юцевичу, Юрію Яцевичу,
- 100 років Григорію Фінаровському, Андрію Гнатишину, Людмилі Ярошевській,
- 95 років Давиду Гершфельду,
- 90 років Миколі Сильванському, Василю Уманцю, Ігору Білогруду,
- 85 років Костянтину Мяскову, Костянтину Скороходу, Олександру Левицькому, Ігору Ассєєву,
- 80 років Віталію Кирейку, Юрію Знатокову, Василю Загорському, Ігору Соневицькому, Валентину Сапєлкіну,
- 75 років Олександру Білашу,
- 70 років Віталію Годзяцькому, Володимиру Золотухіну, Євгену Дергунову, Олександру Красотову, Миколі Полозу, Віктору Шевченку, Валентину Іванову,
- 65 років Олександру Стецюку, Ігору Покладу, Ігору Мацієвському, Володимиру Сліпаку, Богдану Янівському, Іллі Богданюку,
- 60 років Володимиру Бистрякову, Геннадію Саську, В'ячеславу Лиховиду, Олександру Яворику, Петру Ладиженському, Олександру Некрасову,
- 55 років Віктору Степурку, Остапу Гавришу, Григорію Вереті, Богдану Котюку,
- 50 років Дмитру Гершензону, Юрію Кіцилі, Юрію Щелковському,
- 45 років Світлані Островій,
- 40 років Аллі Загайкевич.

## Пам'ятні дати

### Січень
- 10 січня — 100 років від дня народжения диригента Натана Рахліна (1906—1979).
- 21 січня — 75 років від дня смерті пианиста Фелікса Блуменфельда (1863—1931).
- 23 січня — 30 років від дня смерті співака Поля Робсона (1898—1976).
- 27 січня — 250 років від дня народжения композитора Вольфганга Амадея Моцарта (1756—1791).
- 31 січня — 100 років від дня народжения музикознавця Лева Баренбойма (1906—1985).
- 31 січня — 65 років від дня народжения диригента Леоніда Джурмія (1941—2001).

### Лютий
- 14 лютого — 70 років від дня народження співачки Анни Герман (1936—1982).
- 23 лютого — 10 років від дня смерті співачки Любові Попової (1925—1996).
- 18 лютого — 85 років від дня народження композитора Оскара Фельцмана (1921—2013).
- 20 лютого — 60 років від дня народження композитора Володимира Мартинова (1946).
- 21 лютого — 215 років від дня народження композитора Карла Черні (1791—1857).

### Березень
- 15 березня — 30 років від дня смерті композитора Германа Жуковського (1913—1976).
- 24 березня — 100 років від дня народження співачки Клавдії Шульженко (1906—1984).
- 25 березня — 90 років від дня народження композитора Миколи Пейка (1916—1995).
- 28 березня — 125 років від дня смерті композитора Модеста Мусоргського (1839—1881).

### Квітень
- 1 квітня — 140 років від дня народжения композитора Ферруччо Бузоні (1866—1924).
- 23 квітня — 115 років від дня народжения композитора Сергія Прокоф'єва (1891—1953).

### Травень
- 17 травня — 140 років від дня народження композитора Еріка Саті (1866—1925).
- 21 травня — 80 років від дня смерти композитора Георгія Катуара (1861—1926).
- 29 травня — 70 років від дня народження композитора В'ячеслава Овчинникова (1936).

### Липень
- 17 липня — 100 років від дня народжения композитора Йоганна Адмоні (1906—1979).
- 20 липня — 105 років від дня народжения композитора Валентина Борисова (1901—1988).
- 23 липня — 140 років від дня народжения композитора Йосипа Карбульки (1866—1920).
- 25 липня — 10 років від дня смерті композитора Мікаела Таривердієва (1931—1996).
- 29 липня — 150 років від дня смерті композитора Роберта Шумана (1810—1856).

### Серпень
- 1 серпня — 100 років від дня народжения піаніста Натана Перельмана (1906—2002).
- 1 серпня — 75 років від дня народжения композитора Ростислава Бойка (1931—2002).
- 2 серпня — 85 років від дня смерті співака Енріко Карузо (1873—1921).
- 6 серпня — 75 років від дня народжения композитора Володимира Цитовича (1931—2012).
- 13 серпня — 80 років від дня народжения співачки Валентини Левко (1926).
- 15 серпня — 75 років від дня народжения композитора Мікаела Таривердієва (1931—1996).
- 16 серпня — 245 років від дня народжения композитора  Євстигнєя Фоміна (1761—1800).
- 28 серпня — 95 років від дня народжения композитора Давида Гершфельда (1911—2005).
- 28 серпня — 60 років від дня народжения співачки Ірини Журіної (1946).
- 29 серпня — 45 років від дня смерті піаніста Володимира Софроницького (1901—1961).

### Вересень
- 3 вересня — 10 років від дня смерті композитора Веніаміна Баснера
- 8 вересня — 165 років від дня народжения композитора Антоніна Дворжака (1841—1904).
- 15 вересня — 130 років від дня народжения диригента Бруно Вальтера (1876—1962).
- 18 вересня — 60 років від дня народжения піаністки Тетяни Вєркіної (1946).
- 19 вересня — 165 років від дня народжения композитора Анатоля Вахнянина (1841—1908).
- 25 вересня — 100 років від дня народжения композитора Дмитра Шостаковича (1906—1975).

### Жовтень
- 22 жовтня — 195 років від дня народжения композитора Ференца Ліста (1811—1886).
- 25 жовтня — 80 років від дня народжения співачки Галини Вишневської (1926—2012).

### Листопад
- 1 листопада — 135 років від дня народження композитора Олександра Спендіарова (1871—1928).
- 4 листопада — 70 років від дня народження автора-виконавця пісень Григорія Дікштейна (1936).
- 4 листопада — 50 років від дня народження рок-музиканта Ігоря Талькова (1956—1991).
- 6 листопада — 95 років від дня народження співака Павла Лисиціана (1911—2004).
- 12 листопада — 100 років від дня народження композитора Євгена Жарковського (1906—1985).
- 13 листопада — 55 років від дня смерті композитора Миколи Метнера (1880—1951).
- 13 листопада — 60 років від дня народження композитора Віктора Плешака (1946).
- 16 листопада — 145 років від дня народження диригента В'ячеслава Сука (1861—1933).
- 18 листопада — 220 років від дня народження композитора Карла Марії фон Вебера (1786—1826).
- 23 листопада — 90 років від дня смерті композитора Едуарда Направника (1839—1916).
- 23 листопада — 110 років від дня народження композитора Віктора Косенка (1886—1938).
- 25 листопада — 150 років від дня народження композитора Сергія Танєєва (1856—1915).
- 26 листопада — 45 років від дня смерті композитора Олександра Гольденвейзера (1875—1956).
- 27 листопада — 205 років від дня народження композитора Олександра Варламова (1801—1848).
- 28 листопада — 150 років від дня народження композитора Олександра Кастальського (1856—1926).

### Грудень
- 5 грудня — 215 років від дня смерті композитора Вольфганга Амадея Моцарта (1756—1791).
- 23 грудня — 70 років від дня народжения Юлія Кіма (1936).

## Події
- 18-20 травня 2006 — 51-й пісенний конкурс Євробачення, який проходив у Афінах в Греції.

## Музичні альбоми
| Дата | Виконавець | Назва альбому |
| ---- | ---------- | ------------- |
|      |            |               |

## Концерти в Україні
Зарубіжні виконавці

## Нагороди
Премія «Греммі»
48-ма церемонія «Греммі» відбулася 8 лютого 2006 у комплексі Стейплс-центр у Лос-Анджелесі.
Премія «MTV Video Music Awards»
Премія «MTV Europe Music Awards»
Премія «Billboard Music Awards»